# Bohemiclavulus
Bohemiclavulus — рід синапсидів, виявлений у формації Сланський у Чехії. Відомий лише по одному фрагменту остистого відростка.

## Історія
Антонін Фріч спочатку назвав Bohemiclavulus біномом Naosaurus mirabilis. У 1895 році він був перейменований на Ianthasaurus mirabilis, а пізніше того ж року був перейменований на Edaphosaurus mirabilis. У 2019 році для виду створено новий рід.